# UDraw GameTablet
Le uDraw GameTablet (parfois simplement appelé uDraw) est un périphérique développé par THQ, qui consiste en une tablette graphique qui permet en effet de dessiner sur celle-ci à l'aide d'un stylet spécial et de le retranscrire sur l'écran de la TV. Cet accessoire est d'abord sorti sur Wii le 14 novembre 2010 puis sur les consoles Xbox 360 et PlayStation 3 le 22 novembre 2011.